# Mechernich
Mechernich település Németországban, azon belül Észak-Rajna-Vesztfália tartományban. Lakosainak száma 28 900 fő (2023. december 31.). Mechernich Heimbach, Bad Münstereifel, Zülpich, Euskirchen és Kall községekkel határos.

## Népesség
A település népességének változása:
| Lakosok száma | 21 498 | 27 170 | 27 350 | 27 598 | 28 327 | 28 567 | 28 900 |
|               | 1975   | 2015   | 2017   | 2019   | 2021   | 2022   | 2023   |